# アンドレイ・セミョーノヴィチ・ザハロフ
アンドレイ・セミョーノヴィチ・ザハロフ（ロシア語:Андрей Семёнович Захаров、1896年10月19日（10月31日とも）- 1958年7月25日） は、ソビエト連邦の政治家である。ソビエト極東地区水産大臣（1946-1948年）などを務めた。1919年12月よりソビエト連邦共産党の党員であった。

## 経歴
ロシア帝国カザン県スパスキー郡ピチカスカヤ郷プラコヴォ村にて農民の家に生まれる。高等教育は不完全で、1935年にモスクワの水産大学で3科目を履修した。
1918年から赤軍の第27師団モスクワ第1重砲隊の政治将校を務め、1920年からイルクーツクにある第26師団政治部の士官候補生となった。1921年には第26師団の第226ペトログラード連隊の副委員となり、1922年にはザバイカル軍管区第1国境大隊の政治将校を務めた。1922年から1924年までは沿海県ニコーリスク＝ウスリースキー地区執行委員会の実行委員を務め、同年から1926年までは沿海州のチェルニーゴフ郷執行委員会の委員長を務めた。同年から翌1927年までには沿海県のポクロフスキー地区執行委員会の委員長を務め、1927年6月から12月にニコーリスク＝ウスリースキーの労働コロニーの副所長も務めた。
1927年から1929年にはウラジオストク都市管区集団農場組合の理事を務め、1933年から1935年まではヴィーチェプスク州のチャシニクスキー地区にあるモスクワ水産経済技術研究所（モスルィプフトゥス）の教育および実験用の湖沼コンビナートの所長を務めたが1935年、彼は魚を横領したことで刑事責任を問われ、チャシニクスキー人民裁判所から6ヶ月の執行猶予付き労働を言い渡された。
1935年から1936年にはアストラハンのミコヤン水産加工工場の全連邦共産党（ボリシェヴィキ）中央委員会直属の宣伝員を務め、1936年から1937年まで同工場の水産加工工場の幹部職員となり、1937年から1938年まで同加工場の水産加工工場長を務める。1938年から1948年にはソ連水産業委員会ダリルィププロム、グラヴヴォストクルィププロム責任者。
1946年から1948年にかけてソビエト極東地区水産大臣を務め、1946年から翌年までソ連と北朝鮮の取り決めにより人材不足のため、カムチャツカ半島とアムール川流域の漁業企業に朝鮮から2万人以上の外国人労働者が連れて来られた。ザハロフ大臣は、彼らの宿泊施設の責任者であった。しかし朝鮮人は不衛生な環境で、暖房のないテントや掘っ立て小屋に、2段、3段の寝台を備え、不適当な兵舎で生活していた。このため、ソビエト国家管理省の査察が入ることになった。極東の朝鮮人は名字で呼ばれず、労働者番号で呼ばれ、屈辱的な境遇に置かれていることが分かった。最終的に「ソ連東部地域の漁業省および同志ザハロフ大臣個人は……すぐにこの事実を知らされたものの、省は朝鮮人労働者に起きている非道な行為をなくし、生活条件を改善するための有意な措置をとることはなかった。それどころか、朝鮮人を殴ることを許可し、あまつさえ自らも殴った指導者に対し、処罰を下すこともなかった」と結論付けられた。
1948年12月ソビエト極東地区水産省は廃止され、東西の水産省を統合したソビエト連邦水産省が設立され極西地区水産大臣だったアレクサンドル・アキーモヴィチ・イシュコーフが大臣に就任した。このとき彼は同年から1949年にかけて、ソビエト連邦水産省副大臣に就任し船団運営、船舶修理、造船を担当した。その後降格され1949年から1953年まで同省のカリーニングラード州魚類保護・養殖局長を務めた。晩年は隠居して年金受給者になった。1958年7月25日に死去し同州ゼレノグラーツクに埋葬される。

## 賞と称号
- レーニン勲章
- 労働赤旗勲章
- 蟹工船「アンドレイ・ザハロフ」は彼の名前に由来する[1][2]。